# アンクルベイビー
アンクルベイビーは、日本のボーイズグループ、歌謡漫談。ボーイズ・バラエティー協会所属。
コミックバンドのアイドル・フォーを脱退したメンバーを中心に1983年に結成された。

## メンバー
現在のメンバー
- 大川ひろし（おおかわ ひろし） - 1943年1月10日生まれ、東京都品川出身（育ちは川崎市）。本名は生沼 俊造。リーダーでありリードギター。
- 瞳ショージ（ひとみ しょーじ） - 1942年1月5日生まれ、山形県天童市出身。本名は大内 敏郎。かつては瞳笑二を名乗り太田プロダクション所属でもあった。

2023年12月23日、多臓器不全のため死去。81歳没。